# Loi relative à la transition énergétique pour la croissance verte
Lire en ligne

Lire sur Légifrance

La loi française no 2015-992 du 17 août 2015 relative à la transition énergétique pour la croissance verte (LTECV), aussi dite de manière abrégée « loi de transition énergétique » ou « loi sur la transition énergétique et pour la croissance verte » est une loi proposée en 2014 par le gouvernement français via la ministre de l'Environnement Ségolène Royal, et présentée comme une loi « d'action et de mobilisation ». 
Cette loi fixe les grands objectifs d’un nouveau modèle énergétique français, dans le cadre mondial et européen (la loi « Contribue à la mise en place d’une Union européenne de l'énergie »). Elle vise aussi à encourager une « croissance verte » (100 000 emplois espérés sur 3 ans) en réduisant la facture énergétique de la France et en favorisant des énergies dites « nouvelles », propres et sûres. Elle comporte aussi des dispositions favorisant l'économie circulaire et une meilleure gestion des déchets. 
Elle comporte 8 titres et 215 articles. Elle a été adoptée par le législateur le 22 juillet 2015 puis validée le 13 août 2015 par le Conseil constitutionnel, et publiée au Journal officiel le 18 août 2015, quelques mois avant la conférence de Paris sur le climat en décembre 2015.
Elle a conduit à l'élaboration de trois différentes stratégies :
- la stratégie nationale bas carbone (SNBC) ;
- la stratégie nationale de mobilisation de la biomasse (SNMB) ;
- la stratégie nationale pour la bioéconomie.

## Historique et contexte

### Historique
- Le 30 juillet 2014, le projet de loi a été déposé et, ce même jour, les objectifs de la loi et les plans d'action devant l'accompagner ont été présentés au Conseil des ministres (résumés secteur par secteur dans une brochure[6] publiée en 2014).
- Une commission spéciale a été créée pour l'étude du texte[7], avec quatre groupes d'élus disposant chacun d'un rapporteur, un vice-président et un président et pouvant s'appuyer sur des auditions d'experts ou de personnes qualifiées et sur l'étude d'impact de la loi[8]
- Le 5 septembre 2014, une procédure accélérée a été engagée.
- Le 14 octobre 2014, une première version du texte a été adopté en première lecture (avec modifications) par l'Assemblée nationale, puis (également avec modifications), par le Sénat, le 3 mars 2015.
- Le 22 juillet 2015 la loi a été définitivement adoptée, après de nombreux débats (dont 150 heures en séance publique, filmés), 5 034 amendements (dont 970 adoptés) et des centaines d'heures de travaux de commission.
- Le Conseil constitutionnel a retiré le contenu de plusieurs articles. L'art. 103 demandant aux commerces de plus de 400 m2 de signer, avant le 1er juillet 2016, une convention avec des associations de collecte des invendus précisant « les modalités selon lesquelles les denrées alimentaires leur sont cédées à titre gratuit ». Il interdisait aussi aux distributeurs de « délibérément rendre leurs invendus alimentaires encore consommables impropres à la consommation », sous peine d'une amende de 3 750 euros, avec « affichage ou diffusion de la décision ». Il avait été unanimement adopté par les députés et sénateurs, mais a été jugé inconstitutionnel par le Conseil constitutionnel (le 13 août 2015) car résultant selon lui d'amendements introduits en seconde lecture, et sans lien suffisant avec cette loi. La ministre a donc proposé directement aux grandes entreprises du secteur de conclure un accord volontaire les engageant à respecter la loi, ce qui signifie l'« interdiction de détruire des stocks alimentaires, par exemple en les javellisant, et l’obligation de donner les stocks alimentaires aux associations caritatives », faute de quoi, un nouveau texte législatif, plus coercitif serait mis en chantier[9] ; ce qui signifie pour la ministre « l'interdiction de détruire des stocks alimentaires, par exemple en les javellisant, et l'obligation de donner les stocks alimentaires aux associations caritatives »[9].

Au moment du vote final parlementaire, environ 50 % des textes d'application étaient prêts pour la consultation. À ce moment, selon la ministre, tous, c'est-à-dire une centaine de décrets d'application, près de 45 ordonnances, 25 décrets et ordonnances) devaient être publiés avant la fin 2015.

### Éléments de contexte
Cette loi s'inscrit dans l'évolution nationale et internationale du droit vers une meilleure prise en compte des enjeux énergétique, climatique et de qualité de l'air, et en particulier dans les suites du Grenelle Environnement puis des débats et consultation sur l'énergie (avec en novembre 2012 un débat national et citoyen sur la transition énergétique, organisé par la Commission nationale du débat public, et conclu après 8 mois de débats par un document de synthèse remis au Gouvernement lors de la Conférence environnementale des 20 et 21 septembre 2013). La loi intègre aussi les travaux de préparation d'un projet de loi de programmation pour un nouveau modèle énergétique français dont les principes ont été présentés au Conseil national de la transition énergétique le 11 décembre 2013.

## Structuration du texte
Après une définition des objectifs, le texte aborde 8 thèmes prioritaires (bâtiment, mobilité, économie circulaire, énergie-climat, sûreté nucléaire, procédures et gouvernance territoriale de la transition). Il est structuré en 8 titres, comme suit :
| Titre de la loi | Thème | Chapitres (le cas échéant) | numéros des articles |
| --------------- | --- | --- | -------------------- |
| Titre I         | Définir les objectifs communs pour * Réussir la transition énergétique : * Renforcer l'indépendance énergétique et la compétitivité économique de la France, * Préserver la santé humaine et l'environnement et * Lutter contre le changement climatique | 0 | Articles 1 et 2      |
| Titre II        | Mieux rénover les bâtiments pour économiser l’énergie, faire baisser les factures et créer des emplois | 0 | articles 3 à 33      |
| Titre III       | Développer les transports propres pour améliorer la qualité de l'air et protéger la santé | Chap I : Priorité aux modes de transport les moins polluants (articles 34 à 36) Chap II : Efficacité énergétique et énergies renouvelables dans les transports (articles 37 à 43), Chap III : Réduction des émissions de gaz à effet de serre et de polluants atmosphériques et qualité de l'air dans les transports (articles 44 à 63) Chap IV : Mesures de planification relatives à la qualité de l'air (art. 64 à 68) | Articles 34 à 68     |
| Titre IV        | Lutter contre les gaspillages et promouvoir l'économie circulaire : de la conception des produits à leur recyclage | 0 | art 69 à 103         |
| Titre V         | Favoriser les énergies renouvelables pour diversifier nos énergies et valoriser les ressources de nos territoires, réparti en 2 chapitres | Chap I : Dispositions communes (articles 104 à 115) Chap II : Concessions hydroélectriques (articles 116 à 118) Chap III : Mesures techniques complémentaires (articles 119 à 122) | articles 104 à 122   |
| Titre VI        | Renforcer la sûreté nucléaire et l'information des citoyens | 0 | art 123 à 132        |
| Titre VII       | Simplifier et clarifier les procédures pour gagner en efficacité et en compétitivité | Chap I : Simplification des procédures (art 133 à 147) Chap II : Régulation des réseaux et des marchés (art 148 à 166) Chap. III : Habilitations et dispositions diverses (art 167 à 172) | Articles 133 à 172   |
| Titre VIII      | Donner aux citoyens, aux entreprises, aux territoires et à l'État le pouvoir d'agir ensemble | Chap I : Outils de la gouvernance nationale de la transition énergétique : programmation, recherche et formation (articles 173 à 186) Chap II : Le pilotage de la production d'électricité (art 187) Chap III : La transition énergétique dans les territoires (188 à 202), Chap IV : Dispositions spécifiques aux outre-mer et aux autres zones non interconnectées (203 à 215)                                          | Articles 173 à 215   |

## Grands objectifs et principales mesures

### Grands objectifs
Les grands objectifs de la loi sont précisés dans son titre I. Ils concernent principalement :
- L'effet de serre : la loi encourage les processus moins émetteurs gaz à effet de serre et moins polluants pour l'air. Elle pose les bases d'une « stratégie nationale bas-carbone » (SNBC) devant permettre à la France d’atteindre ses objectifs de réduction des émissions de gaz à effet de serre sur le moyen et long termes (- 40 % en 2030, par rapport à 1990, et - 75 % de 1990 à 2050).

- L'énergie : la maîtrise de la demande en énergie (et en matières) est encouragée, dont par l'information sur l'impact environnemental des biens ou services, en s'appuyant sur la rénovation énergétique (compteurs intelligents…), des schémas régionaux biomasse et l'économie circulaire… dans tous les secteurs de l'économie. 
Il s'agit aussi d'augmenter l'indépendance énergétique du pays en portant la part des énergies renouvelables à 32 % de la consommation énergétique finale d'énergie en 2030[11] et en diminuant la part du fossile ; - 30 % en 2030 par rapport à 2012, en modulant par source d'énergie selon leur contribution aux GES[11], en diminuant la consommation énergétique finale (- 50 % de 2015 à 2050 par rapport à 2012, en visant - 20 % en 2030) grâce à l'efficacité et l'efficience énergétiques, tout en veillant à ce que la part du nucléaire ne passe pas 50% de la production électrique à horizon 2025[11]. 
Les titres II et III de la loi détaillent les principes et mesures concernant le bâtiment, les transports, l'économie circulaire, les énergies renouvelables, la sûreté nucléaire et l'information, les procédures nouvelles et la gouvernance.

- Une économie verdie, un développement et une société plus sobres en énergie ; Selon la ministre, la loi donne « à tous des outils concrets pour accélérer la croissance verte »[12], qui n'oublie pas les départements d'outre-mer (où l'on vise l'autonomie énergétique à horizon 2030).

Ceci se traduit dans le code de l'énergie (Article L100-4) par les objectifs suivants : 
1. réduire les émissions de gaz à effet de serre de 40 % entre 1990 et 2030 et de diviser par six les émissions de gaz à effet de serre entre 1990 et 2050. La trajectoire est précisée dans les budgets carbone mentionnés à l'article L. 222-1 A du Code de l'environnement[13] ;
2. réduire la consommation énergétique finale de 50 % en 2050 par rapport à la référence 2012, en visant un objectif intermédiaire de 20 % en 2030. Cette dynamique soutient le développement d'une économie efficace en énergie, notamment dans les secteurs du bâtiment, des transports et de l'économie circulaire, et préserve la compétitivité et le développement du secteur industriel[13] ;
3. réduire la consommation énergétique primaire des énergies fossiles de 30 % en 2030 par rapport à l'année de référence 2012, en modulant cet objectif par énergie fossile en fonction du facteur d'émission de gaz à effet de serre de chacune ;
4. porter la part des énergies renouvelables à 23 % de la consommation finale brute d'énergie en 2020 et à 32 % de cette consommation en 2030 ; à cette date, pour parvenir à cet objectif, les énergies renouvelables doivent représenter 40 % de la production d'électricité, 38 % de la consommation finale de chaleur, 15 % de la consommation finale de carburant et 10 % de la consommation de gaz[13] ;
5. réduire la part du nucléaire dans la production d'électricité à 50 % à l'horizon 2025[14] ;
6. contribuer à l'atteinte des objectifs de réduction de la pollution atmosphérique prévus par le plan national de réduction des émissions de polluants atmosphériques[15] ;
7. disposer d'un parc immobilier dont l'ensemble des bâtiments sont rénovés en fonction des normes « bâtiment basse consommation » ou assimilées, à l'horizon 2050, en menant une politique de rénovation thermique des logements concernant majoritairement les ménages aux revenus modestes[13] ;
8. parvenir à l'autonomie énergétique dans les départements d'outre-mer à l'horizon 2030, avec, comme objectif intermédiaire, 50 % d'énergies renouvelables à l'horizon 2020[13] ;
9. multiplier par cinq la quantité de chaleur et de froid renouvelables et de récupération livrée par les réseaux de chaleur et de froid à l'horizon 2030[13].

### Principales mesures
Pour atteindre ses objectifs, la loi cherche à mobiliser 3 classes d'acteurs de la société (entreprises, territoires et citoyens), via 42 mesures : 
- 16 mesures de mobilisation des entreprises ;
- 20 mesures pour mobiliser les territoires ;
- 6 mesures « pour agir ensemble ».

Ces mesures sont transversales ou sectorielles.

## Contenu du texte
Le champ de la loi est large, car elle traite des grands enjeux énergétiques, écologiques et climatiques, mais aussi des sujets plus prosaïques mais discrètement ou liés à l’énergie et au climat et à l'air, comme le gaspillage, la réglementation sur l’usage des pesticides (qui seront interdits dans les espaces verts publics à partir de 2016, plutôt qu'en 2020), ou encore les sacs de caisse en plastique (qui seront supprimés au 1er janvier 2016) et les gobelets, verres et assiettes jetables en plastique (à remplacer avant 2020 par des matériaux biosourcés et compostables). 

### Énergie
La loi encourage aussi une meilleure gestion des déchets ultimes (à brûler comme combustible alternatif ou combustible solide de récupération (CSR) ou à valoriser en matériau plutôt qu’enfouir), des déchets ménagers (diminution de 7 % avant 2020 par rapport à 2010), en mobilisant les artisans et professionnels (ex : les vendeurs de matériaux de construction doivent prévoir des points de collectes des déchets de construction et atteindre en 2020 l’objectif de 70 % de recyclage des déchets du BTP (270 millions de t/an, soit le premier gisement de déchets en France) grâce notamment à l’économie circulaire, etc. Un amendement a en outre rendu illégal l'obsolescence programmée qui sera juridiquement considéré comme une « tromperie ». Pour faciliter la transition vers les énergies renouvelables, la loi autorise les sociétés développant ces projets à faire participer financièrement les particuliers et les collectivités proches des installations, de façon directe ou en passant par des professionnels du financement participatif.
Concernant le logement, le législateur a voulu lutter contre la précarité énergétique avec un critère minimal de performance énergétique introduit dans les « critères de décence des logements » et en reportant de 15 jours (du 15 au 31 mars) la date à partir de laquelle les fournisseurs d’électricité, de chaleur ou de gaz peuvent dans une résidence principale interrompre leur service à la suite du non-paiement de leurs factures, et la création d’un « chèque Énergie ». Un carnet numérique de suivi et d’entretien (ou carnet numérique de santé du logement) sera obligatoire en 2017 pour chaque immeuble privé neuf à usage d’habitation. Le résidentiel privé devra avant 2030 avoir bénéficié d’une rénovation permettant « une consommation moyenne en énergie primaire inférieure à 330 kilowattheures par mètre carré et par an ».

### Transport et mobilité
Concernant le transport, il s’agit de développer l’usage des moyens de déplacement les moins polluants. Ainsi la voiture électrique et le développement des infrastructures de recharge sont encouragés. Il en va de même des modes de déplacements actifs et «doux», notamment du vélo de fonction, à la suite d'une expérimentation menée par 18 entreprises volontaires, représentant 8 000 salariés. L'indemnité kilométrique vélo (IKV) versée par l’employeur, qui a été fixée par décret (février 2016) à 25 centimes/km pour le secteur privé,, s'avère en fait facultative, laissée à la discrétion des employeurs, et « le montant cumulé des indemnités perçues, exonéré d'impôt et de cotisations sociales, est plafonné dans la limite de 200 €/an » et un observatoire de l'indemnité kilométrique vélo est mis en place par le Club des villes et territoires cyclables et l’Ademe. 
L’utilisation d’autres modes que le transport routier ainsi que l’usage des véhicules partagés sont aussi encouragés et la loi donne une définition du covoiturage. Les entreprises employant plus de 100 salariés sur un même site devront mettre en place des plans de mobilité. L’élaboration de plans de mobilité rurale est également prévue. L’obligation d’information sur les émissions des prestations de transport est étendue à l’ensemble des GES (et non plus seulement au CO₂).
Pour accélérer le déploiement des véhicules à faibles émissions de GES et de polluants atmosphériques, la loi impose une obligation de renouvellement, par des véhicules peu émissifs, des flottes publiques ainsi que des flottes des loueurs automobiles, des taxis et des VTC. Les véhicules les moins polluants pourront bénéficier de conditions de circulation et de stationnement privilégiées. Des ordonnances permettront de favoriser le développement du transport par câble en milieu urbain et d’expérimenter la circulation de véhicules autonomes sur la voie publique.
Pour améliorer la qualité de l’air, la loi prévoit la fixation, par décret, d’objectifs nationaux de réduction des émissions de polluants atmosphériques et l’élaboration d’un plan national de réduction des émissions de polluants atmosphériques (PREPA), le renforcement du contrôle des émissions lors du contrôle technique des véhicules, ainsi que la possibilité de déterminer des zones à circulation restreinte (ZCR) où l’accès sera réservé aux véhicules les moins polluants. La qualité de l’air sera mieux prise en compte  dans les documents de planification territoriale. La première ZCR a été mise en place à Paris le 1er septembre 2015.
Enfin, une mairie pourra créer des zones à vitesse réduite à 30 km/h partout dans sa commune.
La loi prévoit la production de la stratégie de développement de la mobilité durable (SDMP), conçue comme une annexe à la Programmation Pluriannuelle de l’Énergie (PPE).
Les priorités de cette stratégie sont précisées par la loi :
- la maîtrise de la demande de mobilité ;
- le développement des véhicules à faibles émissions de polluants et de gaz à effet de serre, et le déploiement des infrastructures permettant leur ravitaillement ;
- l’optimisation des véhicules et des réseaux existants ;
- l’amélioration des reports modaux vers les modes de transports les moins émissifs en polluants et gaz à effet de serre, y compris la marche et l’usage du vélo ;
- le développement des modes de transports collaboratifs.

## Effets
Une étude réalisée en 2021 par la Banque de France montre que la loi a eu un effet positif pour lutter contre les investissements néfastes pour le climat. L'obligation des sociétés financières à rendre publiques des informations liées au climat a freiné les investissements dans les énergies fossiles. Ainsi, « les investisseurs français concernés par la loi ont réduit leurs portefeuilles de titres fossiles de 40 % environ en moyenne ».